# 蛟潭镇
蛟潭镇，是中华人民共和国江西省景德镇市浮梁县下辖的一个乡镇级行政单位。

## 行政区划
蛟潭镇下辖以下地区：
蛟潭社区、蛟潭村、勤坑村、外蒋村、胡宅村、礼芳村、洪村、梅源村、南村、舍埠村、洛溪村、芳村、石古村、光明村、建胜村、官中村、浯溪村、早马湾林场生活区、金家门分场生活区、湖里分场生活区和万寿寺林场生活区。